# Witold Firak
Witold Edwin Firak (ur. 18 sierpnia 1963 w Ustrzykach Dolnych) – polski polityk, poseł na Sejm II, III i IV kadencji.

## Życiorys
W 2000 ukończył studia na Wydziale Administracyjnym Bałtyckiej Wyższej Szkoły Humanistycznej w Koszalinie.
Od 1985 do 1989 należał do Polskiej Zjednoczonej Partii Robotniczej. W latach 1993–1997 był przewodniczącym Związku Socjalistycznej Młodzieży Polskiej. Pełnił funkcję posła na Sejm II, III i IV kadencji wybranego z listy Sojuszu Lewicy Demokratycznej w okręgach krośnieńskich: nr 22 (1993–2001) i nr 22.
W styczniu 2002 został wykluczony z klubu parlamentarnego SLD z uwagi na niestawienie się na posiedzenie Sejmu RP w roli sprawozdawcy sejmowej Komisji Regulaminowej i Spraw Poselskich (z powodu nadużycia alkoholu) w sprawie uchylenia immunitetu Andrzeja Leppera. W marcu 2004 został ponownie przyjęty do klubu, z którego odszedł w listopadzie tego samego roku, pozostając członkiem SLD. W 2005 nie ubiegał się o reelekcję. W 2011 bez powodzenia kandydował na posła z ramienia SLD. W 2006 i 2014 bezskutecznie startował także do rady miasta Konstancin-Jeziorna.